# Misumenops rubrodecoratus
Misumenops rubrodecoratus là một loài nhện trong họ Thomisidae.
Loài này thuộc chi Misumenops. Misumenops rubrodecoratus được miêu tả năm 1942 bởi Millot.